# Rodney John Allam
Rodney John Allam, MBE (geboren 1940 in St. Helens, Lancashire) ist ein englischer Chemieingenieur und Fellow der Institution of Chemical Engineers, dem Erfindungen im Zusammenhang mit der Stromerzeugung, insbesondere der Allam-Kraftzyklus, ein Erzeugungsverfahren für fossile Brennstoffe mit integrierter Kohlendioxidabscheidung, zugeschrieben werden.

## Karriere
Allam war 44 Jahre lang bei Air Products & Chemicals beschäftigt, zuletzt als Direktor für Technologische Entwicklung. 2004 wurde er zum Mitglied des Order of the British Empire für Umweltdienstleistungen ernannt. Er war außerdem Gastprofessor am Imperial College of Science and Technology und Hauptautor des 2005 veröffentlichten IPCC-Sonderberichts über die Abscheidung und Speicherung von Kohlendioxid. 2007 wurde der IPCC zusammen mit Al Gore mit dem Friedensnobelpreis ausgezeichnet.
Seine Arbeit umfasst neue Verfahren und Anlagen zur Herstellung von Gasen und kryogenen Flüssigkeiten wie Sauerstoff, Stickstoff, Argon, Kohlenmonoxid, Kohlendioxid, Wasserstoff und Helium. Einige dieser Gase werden in der Regel durch Luftzerlegung erzeugt, ein notwendiger Schritt in der praktischen Anwendung des Allam-Kreislaufs, bei dem gasförmige fossile Brennstoffe, wie beispielsweise Erdgas oder gasförmige Kohle, mit reinem Sauerstoff verbrannt werden. Eine 50-MW-Demonstrationsanlage, die in Texas gebaut wurde, ist 2018 in Betrieb gegangen.
Im Jahr 2012 erhielt Allam zusammen mit den russischen Wissenschaftlern Valery Kostuk und Boris Katorgin den Global Energy Prize für seine Arbeiten zu Prozessen und Energieerzeugung. Seit Januar 2017 ist er Vorsitzender des Kuratoriums für den Preis.
Seit November 2016 arbeitet Allam für 8 Rivers Capital, unter anderem für die Vermarktung des Allam-Zyklus.